# Партизански одред Дримкол
Народноослободилачки партизански (НОП) одред Дримкол је био партизанска јединица у саставу Народноослободилачке војске и партизанских одреда Југославије током Другог светског рата у Македонији.

## Историјат
Формиран је почетком августа 1943. од око 20 бораца из околине Дебра и Струге. У периоду октобар—новембар помиње се и као батаљон Дримкол. У Дримколу (подручје између Струге и Дебра у захвату Црног Дрима) политички је деловао међу становништвом албанске народности у планинским селима. Одред је повремено нападао слабије немачке делове на комуникацији Струга—Дебар, а по селима формирао органе народне власти и прихватао нове борце. У том подручју Одред је дејствовао до почетка децембра 1943, кад је део људства ушао у састав 1. македонско—косовске ударне бригаде, а део, после одласка Бригаде са слободне територије Дебарца на планину Меглен (Грчка), прешао у илегалност. После повратка Бригаде у подручје Дебарца маја 1944, илегалци Одреда ушли су, почетком августа, у састав Шиптарског (Кичевско—дебарског) НОП одреда.